# Ascorhynchus castellioides
Ascorhynchus castellioides är en havsspindelart som beskrevs av Stock, J.H. 1957. Ascorhynchus castellioides ingår i släktet Ascorhynchus och familjen Ammotheidae. Inga underarter finns listade i Catalogue of Life.